# Estádio Tigo La Huerta
O Estádio Tigo La Huerta (anteriormente Estádio Dr. Nicolás Leoz) é um estádio de futebol paraguaio. Está localizado na cidade de Assunção.
Inaugurado em 2005, pertence ao clube Libertad e tem capacidade para 10 100 espectadores.
Entre 2005 e 2021, o estádio dava nome ao ex-presidente da CONMEBOL, Nicolás Leoz, que permaneceu por mais de três décadas à frente da entidade máxima do futebol na América do Sul. A partir de janeiro de 2022 foi alterado para "Tigo La Huerta", devido ao patrocínio da empresa de telefonia móvel Tigo.